# Вебстер (Флорида)
Вебстер (англ. Webster) — місто (англ. city) в США, в окрузі Самтер штату Флорида. Населення — 778 осіб (2020).

## Географія

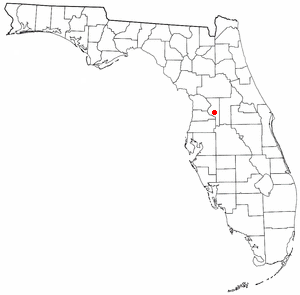
Вебстер на карті Флориди

Вебстер розташований за координатами 28°36′41″ пн. ш. 82°3′4″ зх. д. / 28.61139° пн. ш. 82.05111° зх. д. (28.611496, -82.051042).  За даними Бюро перепису населення США в 2010 році місто мало площу 3,43 км², уся площа — суходіл.

## Демографія
Згідно з переписом 2010 року, у місті мешкало 785 осіб у 279 домогосподарствах у складі 209 родин. Густота населення становила 229 осіб/км².  Було 327 помешкань (95/км²).
Расовий склад населення:
| - 53,1 % — білих - 30,7 % — чорних або афроамериканців - 0,3 % — вихідців з тихоокеанських островів - 0,3 % — корінних американців - 0,1 % — азіатів - 11,8 % — осіб інших рас |

До двох чи більше рас належало 3,7 %. Частка іспаномовних становила 27,4 % від усіх жителів.
За віковим діапазоном населення розподілялося таким чином: 29,8 % — особи молодші 18 років, 58,0 % — особи у віці 18—64 років, 12,2 % — особи у віці 65 років та старші. Медіана віку мешканця становила 32,9 року. На 100 осіб жіночої статі у місті припадало 98,2 чоловіків;  на 100 жінок у віці від 18 років та старших — 90,0 чоловіків також старших 18 років.
Середній дохід на одне домашнє господарство  становив 41 557 доларів США (медіана — 26 500), а середній дохід на одну сім'ю — 51 509 доларів (медіана — 37 308). За межею бідності перебувало 33,0 % осіб, у тому числі 59,9 % дітей у віці до 18 років та 17,2 % осіб у віці 65 років та старших.
Цивільне працевлаштоване населення становило 355 осіб. Основні галузі зайнятості: освіта, охорона здоров'я та соціальна допомога — 33,0 %, публічна адміністрація — 15,5 %, роздрібна торгівля — 12,7 %.